# Idioma gilbertés
El idioma gilbertés o kiribatiano (autoglotónimo: taetae ni Kiribati) es un idioma micronesio de la familia austronesia.
Aproximadamente 125 000 personas hablan gilbertés, de las que 119 000 viven en Kiribati, un 97.2 % de la población. El resto de los hablantes son habitantes de Nui (Tuvalu), Rabi (Fiyi), y algunas otras islas donde existen pequeñas colonias de antiguos habitantes de Kiribati (Islas Salomón, Vanuatu, Nauru, Nueva Zelanda o Hawái).
Al contrario que otros idiomas de la región del Pacífico, el idioma no se halla en peligro de extinción, y casi todos los hablantes lo utilizan a diario. Solo el 30 % de los hablantes de este idioma son completamente bilingües con el inglés, por lo que el gilbertés actualmente no corre el riesgo de ser absorbido por la lengua inglesa.
Pescadores, marineros, granjeros y gente involucrada en la producción de copra conforman la mayor parte de hablantes de esta lengua.

## Dialectos
El gilbertés tiene dos dialectos principales: el del norte y el del sur; La principal diferencia entre ambos está en la pronunciación de algunas palabras. Las islas de Butaritari y Makin también tienen su propio dialecto, que difiere tanto en vocabulario como en pronunciación del gilbertino estándar.

## Escritura
Para la escritura se emplea el alfabeto latino desde el siglo XIX, cuando el misionero Hiram Bingham Jr. tradujo la Biblia. Anteriormente el lenguaje carecía de forma escrita. Una de las dificultades con las que se encontró Bingham al traducir la Biblia fueron referencias a palabras como por ejemplo montaña, un fenómeno geográfico desconocido para los habitantes de Kiribati de aquella época y del que solo habían oído hablar en leyendas samoanas.

## Alfabeto
| A  | B   | E  | I | K  | M  | N  | NG  | O  | R  | T  | U | W  |
| -- | --- | -- | - | -- | -- | -- | --- | -- | -- | -- | - | -- |
| ah | bee | eh | i | ki | mm | nn | ngg | oh | ri | si | ú | wi |

## Frases útiles
- Hola - Mauri
- Hola [singular]- Ko na mauri
- Hola [plural] -  Kam na mauri
- ¿Cómo estás? - Ko uara?
- ¿Cómo estáis? - Kam uara?
- Gracias - Ko rabwa
- Gracias [a varias personas] - Kam rabwa
- Adiós - Ti a bo ('nos veremos')